# Champagne (Charente-Maritime)
Champagne település Franciaországban, Charente-Maritime megyében. Lakosainak száma 637 fő (2022. január 1.). Champagne La Gripperie-Saint-Symphorien, Pont-l’Abbé-d’Arnoult, Saint-Agnant, Sainte-Gemme, Saint-Jean-d’Angle, Sainte-Radegonde és Trizay községekkel határos.

## Népesség
A település népességének változása:
| Lakosok száma | 514  | 448  | 482  | 596  | 614  | 604  | 611  | 619  | 620  | 637  |
|               | 1968 | 1982 | 1990 | 2006 | 2013 | 2015 | 2017 | 2019 | 2020 | 2022 |